# إعدام الخنازير في مصر
هي وقائع لإعدام أكثر من 300.000 خنزير وقعت أحداثها في جمهورية مصر العربية في عام 2009 نتيجة الخوف من انتشار وباء إنفلونزا الخنازير 2009.
وكان عدد الخنازير في مصر يقدر بـ 300 إلى 400 ألف ويقوم بتربيتها الأقباط في بعض الأحياء الشعبية والعشوائيات خاصة في مصر القديمة وحي الزبالين (جامعي القمامة) حيث تأكل الخنازير نفايات عضوية مفروزة من النفايات ثم تباع هذه الخنازير للفنادق، والمطاعم التي تستقبل جماعات السياح الأجانب مما يعني دائرة اقتصادية تدر ربحاً جيداً لدى المربين.

## قرار الحكومة
جاءت عمليات الإعدام بعد أن أعلن وزير الصحة الأسبق حاتم الجبالي في 29 أبريل 2009 أن الحكومة المصرية قررت التخلص من قطعان الخنازير في مصر كإجراء احترازي قبل وصول مرض انفلوانزا الخنازير إلى مصر التي تعاني بالأصل من مرض انفلوانزا الطيور وأضاف أن ذبح الخنازير سيتم ”بعد توقيع الكشف البيطري عليها للتأكد من خلوها من أي أمراض.“ وأضاف أن مصر اتخذت العديد من الاجراءات الاحترازية في مواجهة احتمال وصول عدوى انفلونزا الخنازير اليها لكنه أقر بأن ”المشكلة تكمن في انتقال المرض عبر البشر وليس الخنازير.“

### رد منظمة الصحة العالمية
وانتقدت منظمة الصحة العالمية القرار المصري. وقالت في بيان إن المعلومات العلمية المتوافرة حاليا لديها توضح أنّ هذا النوع من الفيروس ينتقل عن طريق الإنسان وليس هناك دليل على إصابة خنازير أو على انتقال العدوى عن طريق هذا الحيوان. وأضافت المنظمة أن إعدام الخنازير لن يساعد في الحماية من المخاطر على صحة البشر أو الحيوانات.
المنظمة العالمية للصحة الحيوانية وصفت قتل الخنازير بـ «غير المبرر علميا».

### احتجاجات الأقباط على مصادرة الخنازير
بدأت الحكومة المصرية العملية يوم 2 مايو 2009 وفي اليوم التالي شرع عدد من الأقباط الغاضبين يقدر عددهم بـ300 شخص في إقامة المتاريس في حي الزبالين بمنطقة منشية ناصر بالقاهرة في محاولة لـمنع موظفي الحكومة من مصادرة خنازيرهم مما أدى إلى صدامات مع الشرطة المصرية.

### تعويضات أصحاب الخنازير
صحيفة الأهرام وهي صحيفة مصرية واسعة الانتشار، أفادت بأن أصحاب الخنازير المصادرة سيحصلون على مبلغ 1000 جنيه مصري (حوالي 177.70 دولار أمريكي) لكل حيوان في التعويض لكن رويترز ذكرت أن المسألة لا تزال «قيد المناقشة»، نقلا عن المتحدث باسم مجلس الوزراء المصري.
وقد تم تعويض ملاك هذه الخنازير بمبالغ تتراوح ما بين الـ10 والـ50 جنيها للرأس وقد أثارت القضية الكثير من الجدل داخل مصر وخارجها.